# Tường lửa (trò chơi truyền hình)
Tường lửa là một chương trình trò chơi truyền hình do Đài Truyền hình Việt Nam và công ty AquaBlue Media đồng sản xuất, được phát sóng trên kênh VTV3 từ ngày 18 tháng 7 năm 2019 đến ngày 31 tháng 12 năm 2020. Đây là phiên bản Việt Nam của trò chơi truyền hình The Wall đến từ Hoa Kỳ. 
Mỗi tập phát sóng bao gồm hai người chơi là các nghệ sĩ và những người nổi tiếng thuộc nhiều lĩnh vực. Dưới dạng câu hỏi trắc nghiệm từ các kiến thức tổng hợp, khán giả cùng với người chơi chính sẽ trải qua những cung bậc cảm xúc khác nhau và đem đến những khoảnh khắc hồi hộp, nghẹt thở. Giải thưởng cho mỗi chương trình lên tới hơn 6 tỷ đồng, là giá trị giải thưởng cao nhất cho một chương trình trò chơi truyền hình tại Việt Nam tính đến thời điểm chương trình lên sóng. Nghệ sĩ Trường Giang là người dẫn dắt chính của chương trình này trong suốt thời gian phát sóng.

## Luật chơi
Biểu tượng của chương trình là một bức tường cao khoảng 12 mét (tương đương với chiều cao của một tòa nhà bốn tầng) có dạng một parabol, với các chốt chặn được xếp theo hình zigzag. Phần dưới của bức tường gồm 15 ô với các giá trị tiền thưởng khác nhau, trong đó 8 ô có giá trị cố định từ 1.000 đồng cho tới 10.000 đồng, 7 ô còn lại có giá trị lớn hơn và tăng dần theo từng vòng chơi. Phía trên cùng của bức tường có 7 vị trí đặt bóng được đánh số thứ tự, nơi những quả bóng sẽ được thả xuống vào các ô tiền thưởng. Các quả bóng màu xanh lá cây sẽ cộng thêm số tiền thưởng vào tài khoản với số tiền tương đương, trong khi các quả bóng màu đỏ sẽ trừ đi số tiền tương ứng. Tuy nhiên, nếu số tiền bị trừ lớn hơn số tiền trong tài khoản của người chơi, tài khoản sẽ trở về mốc 0 đồng (không có giá trị âm). Cơ chế thả bóng tương tự như trong trò chơi "Zíc zắc" của Hãy chọn giá đúng.

### Phần chính

#### Vòng 1: Cú rơi tự do
Vòng này có tất cả năm câu hỏi, mỗi câu hỏi bao gồm hai phương án lựa chọn. Ở mỗi câu hỏi, ba quả bóng được đặt tại các vị trí cố định 1, 4 và 7. Hai người chơi trả lời câu hỏi bằng cách cùng chạm tay vào vòng phát sáng A hoặc B (tương ứng với đáp án A hoặc B của câu hỏi) trong khi các quả bóng đang rơi xuống; thời gian trả lời kết thúc khi quả bóng đầu tiên rơi vào ô tiền thưởng. Nếu cả hai người chơi trả lời đúng, bóng và tường chuyển sang màu xanh lá cây và số tiền trong những ô tiền thưởng mà bóng đã rơi vào sẽ được cộng vào tài khoản của người chơi. Trả lời sai hoặc không trả lời được sau khi quả bóng đầu tiên đã rơi xuống ô tiền thưởng, họ sẽ bị trừ đi số tiền tương ứng với vị trí của các ô mà bóng rơi vào, đồng thời bóng và tường chuyển sang màu đỏ.
Nếu sau vòng 1 mà tài khoản của hai người chơi không còn tiền, chương trình sẽ kết thúc ngay lập tức và cả hai phải ra về mà không có tiền thưởng. Nếu còn, họ sẽ sử dụng số tiền này để tiếp tục chơi ở vòng kế tiếp và nó sẽ là một phần trong giá trị thỏa thuận ở cuối chương trình.
Số tiền thưởng tối đa của vòng này là 187.500.000 đồng.
Các ô tiền thưởng có giá trị từ 1.000 đồng đến 12.500.000 đồng và được sắp xếp như sau:
| 1.000 | 2.500.000 | 10.000 | 10.000.000 | 5.000 | 5.000.000 | 1.000 | 12.500.000 | 1.000 | 5.000.000 | 5.000 | 10.000.000 | 10.000 | 2.500.000 | 1.000 |

#### Vòng 2: Niềm tin trao gửi
Trước khi bắt đầu vòng 2, một trong hai người chơi sẽ phải bước vào một căn phòng kín ở phía sau bức tường gọi là "phòng băng", nơi họ sẽ không thể liên lạc với bên ngoài trong suốt cả hai vòng thi còn lại và phải trả lời các câu hỏi của chương trình. Người bước vào "phòng băng" cũng sẽ không biết được diễn biến trên sân khấu cho đến khi bước ra khỏi căn phòng này.
Người chơi còn lại trên sân khấu sẽ chọn vị trí đặt bóng cho hai quả bóng tạm ứng (màu xanh lá cây) được thả cùng lúc ở đầu vòng thi (hai quả bóng có thể được đặt ở cùng một vị trí). Tổng số tiền mà những quả bóng đã rơi vào sẽ được cộng thêm vào tài khoản ngay lập tức.
Người ngồi trong "phòng băng" sẽ trả lời ba câu hỏi trắc nghiệm, mỗi câu hỏi có ba đáp án A, B và C. Trước mỗi câu hỏi, người thả bóng sẽ được xem trước các đáp án và phải lựa chọn một trong bảy vị trí thả bóng; trong khi người ở "phòng băng" sẽ được biết cả câu hỏi lẫn đáp án nhưng không thể biết được lựa chọn của họ là đúng hay sai. Nếu trả lời đúng, bóng và tường chuyển sang màu xanh lá cây, ngược lại bóng và tường sẽ chuyển sang màu đỏ. Bóng sẽ được thả xuống sau khi người chơi đã trả lời xong câu hỏi và được cộng/trừ theo tổng số tiền mà các quả bóng đã rơi vào.
Người thả bóng có quyền "nhân đôi" ở câu hỏi thứ hai và "nhân ba" tại câu hỏi cuối cùng, khi đó người chơi có thể thả hai hoặc ba quả bóng cùng một lúc tại vị trí mà người chơi đã chọn.
Cuối vòng 2, nếu trong tài khoản của hai người chơi còn 3.000 đồng trở lên (số tiền bị trừ ít nhất của cả hai quả bóng thu hồi là 2.000 đồng) thi tại những vị trí mà người thả bóng đã lựa chọn để tạm ứng, họ phải thả cùng lúc hai quả bóng màu đỏ để chương trình thu hồi tiền theo tổng số tiền từ các quả bóng.
Số tiền thưởng tối đa của vòng này là 999.998.000 đồng.
Các ô tiền thưởng có giá trị từ 1.000 đồng đến 125.000.000 đồng và được sắp xếp như sau:
| 1.000 | 2.500.000 | 10.000 | 5.000.000 | 5.000 | 12.500.000 | 1.000 | 25.000.000 | 1.000 | 50.000.000 | 5.000 | 100.000.000 | 10.000 | 125.000.000 | 1.000 |

#### Vòng 3: Niềm tin quyết định
Luật chơi giống như vòng trước, chỉ khác ở những điểm sau:
- Số quả bóng tạm ứng/thu hồi tăng lên 4 và sẽ thả lần lượt từng quả bóng một.
- Mỗi câu hỏi có bốn phương án A, B, C và D.
- Thu hồi tiền nếu còn 5.000 đồng trở lên trong tài khoản (trong trường hợp tài khoản của hai người chơi không còn tiền ở bất kỳ thời điểm nào, các quả bóng đỏ chưa thả sẽ được bỏ qua).

Sau khi trả lời xong cả ba câu hỏi, người ngồi trong "phòng băng" sẽ nhận một bản hợp đồng và phải đưa ra quyết định trước khi thực hiện thu hồi tiền.
Số tiền thưởng tối đa của vòng này là 4.999.996.000 đồng.
Các ô tiền thưởng có giá trị từ 1.000 đồng đến 500.000.000 đồng và được sắp xếp như sau:
| 1.000 | 25.000.000 | 10.000 | 50.000.000 | 5.000 | 100.000.000 | 1.000 | 150.000.000 | 1.000 | 200.000.000 | 5.000 | 250.000.000 | 10.000 | 500.000.000 | 1.000 |

### Thỏa thuận
Trước khi 4 quả bóng thu hồi ở vòng 3 được thả (hoặc trước khi người chơi ngay lập tức bước ra khỏi "phòng băng" nếu tài khoản còn 4.000 đồng trở xuống), người ngồi trong "phòng băng" sẽ được nhận một hợp đồng thỏa thuận do người dẫn chương trình gửi vào từ bên ngoài, và phải đưa ra quyết định cuối cùng của mình về bản hợp đồng đó.
- Nếu chọn ký hợp đồng, hai người chơi sẽ ra về với số tiền thỏa thuận, được tính bằng số tiền từ vòng 1 cộng với tổng số câu hỏi người chơi đã trả lời đúng của cả hai vòng cuối nhân với 20.000.000 đồng (5.000.000 đồng ở mùa 1).
- Nếu chọn xé hợp đồng (không ký), hoặc ký nhưng đã xé thì người chơi sẽ nhận được toàn bộ số tiền trong tài khoản sau khi đã thả các quả bóng đỏ (người đứng ở bên ngoài sân khấu sẽ thông báo sau).

Sau đó, người trong "phòng băng" sẽ bước ra sân khấu và công bố quyết định của mình, và đến lúc này người chơi mới được biết số câu trả lời đúng trong hai vòng cuối, tổng giá trị thỏa thuận, và số tiền còn lại trong tài khoản.
Số tiền thỏa thuận có thể lên đến 307.500.000 đồng (mùa 1 là 217.500.000 đồng), nếu giành được 187.500.000 đồng từ vòng 1 và trả lời đúng cả sáu câu hỏi trong hai vòng còn lại.
Tổng số tiền có thể nhận được tối đa trong toàn bộ chương trình là 6.187.494.000 đồng, nếu trả lời đúng tất cả các câu hỏi trong suốt cuộc chơi, tất cả các quả bóng màu xanh lá cây rơi vào ô có giá trị cao nhất, sử dụng hết các quyền "nhân đôi" và "nhân ba"; tất cả các quả bóng thu hồi màu đỏ đều rơi vào ô 1.000 đồng, và người trong "phòng băng" quyết định xé hợp đồng thỏa thuận.

### Hoạt động thiện nguyện
Tất cả những người chơi sau khi tham gia chương trình đều được khuyến khích sử dụng một phần hoặc toàn bộ số tiền cho mục đích từ thiện. Những hình ảnh về các hoạt động từ thiện của người chơi (nếu có) sẽ được ghi hình và phát sóng ở đầu tập kế tiếp.

## Các mùa
| Mùa | Số tập | Tập đầu             | Tập cuối             | Phát chính  |
| --- | ------ | ------------------- | -------------------- | ----------- |
| 1   | 12     | 18 tháng 7 năm 2019 | 3 tháng 10 năm 2019  | 20:30 thứ 5 |
| 2   | 20     | 20 tháng 8 năm 2020 | 31 tháng 12 năm 2020 | 20:30 thứ 5 |

## Các tập phát sóng
Màu sắc sử dụng trong bảng:
Lưu ý:
- Trong bảng dưới đây, người chơi ra về với số tiền có ở ô được tô màu (không phải màu trắng) và được in đậm.
- Quyết định thỏa thuận thuộc một trong hai loại: Đồng ý (ký hợp đồng) và Từ chối (xé hợp đồng).

### Mùa 1
| Tập | Ngày phát sóng   | Người chơi                                    | Người chơi                               | Giá trị thỏa thuận (đồng) | Giá trị thỏa thuận (đồng)                                 | Giá trị thỏa thuận (đồng) | Số tiền cuối cùng trong tài khoản (đồng) | Quyết định thỏa thuận |
| Tập | Ngày phát sóng   | Người thả bóng (tại trường quay)              | Người trả lời câu hỏi (tại "phòng băng") | Số tiền từ vòng 1         | Số câu hỏi trả lời đúng ở vòng 2 và 3 (số tiền nhận được) | Tổng giá trị thoả thuận   | Số tiền cuối cùng trong tài khoản (đồng) | Quyết định thỏa thuận |
| --- | ---------------- | --------------------------------------------- | ---------------------------------------- | ------------------------- | --------------------------------------------------------- | ------------------------- | ---------------------------------------- | --------------------- |
| 1   | 18 tháng 7, 2019 | Hoàng Văn Khoa (PewPew)                       | Đặng Tiến Hoàng (ViruSs)                 | 40.017.000                | 3 (15.000.000)                                            | 55.017.000                | 349.980.000                              | Từ chối               |
| 2   | 25 tháng 7, 2019 | Lê Công Vinh                                  | Trần Thị Thủy Tiên                       | 45.002.000                | 4 (20.000.000)                                            | 65.002.000                | 519.997.000                              | Đồng ý                |
| 3   | 1 tháng 8, 2019  | Bùi Đại Nghĩa                                 | Võ Tấn Phát                              | 20.031.000                | 3 (15.000.000)                                            | 35.031.000                | 844.996.000                              | Từ chối               |
| 4   | 8 tháng 8, 2019  | Nguyễn Trí Cát Tường                          | Mai Ngọc Cương (Tiết Cương)              | 52.506.000                | 3 (15.000.000)                                            | 67.506.000                | 250.006.000                              | Đồng ý                |
| 5   | 15 tháng 8, 2019 | Nguyễn Ngọc Phương Trinh (Phương Trinh Jolie) | Nguyễn Hà My (Sam)                       | 45.033.000                | 4 (20.000.000)                                            | 65.033.000                | 0                                        | Đồng ý                |
| 6   | 22 tháng 8, 2019 | Liên Bỉnh Phát                                | Phạm Duy Thuận (Jun Phạm)                | 35.034.000                | 1 (5.000.000)                                             | 40.034.000                | 105.003.000                              | Từ chối               |
| 7   | 29 tháng 8, 2019 | Shin Jin Ju                                   | Huỳnh Ngọc Lập (Huỳnh Lập)               | 30.023.000                | 5 (25.000.000)                                            | 55.023.000                | 530.058.000                              | Đồng ý                |
| 8   | 5 tháng 9, 2019  | Nguyễn Thu Thủy                               | Nguyễn Quốc Thanh (Ưng Hoàng Phúc)       | 22.512.000                | 3 (15.000.000)                                            | 37.512.000                | 149.993.000                              | Từ chối               |
| 9   | 12 tháng 9, 2019 | Bùi Phương Nga                                | Đỗ Mỹ Linh                               | 20.021.000                | 4 (20.000.000)                                            | 40.021.000                | 0                                        | Đồng ý                |
| 10  | 19 tháng 9, 2019 | Nguyễn Hoàng Yến (Hoàng Yến Chibi)            | Nguyễn Thùy Anh                          | 57.519.000                | 4 (20.000.000)                                            | 77.519.000                | 282.548.000                              | Đồng ý                |
| 11  | 26 tháng 9, 2019 | Phan Lê Ái Phương                             | Tạ Anh Đức                               | 45.015.000                | 4 (20.000.000)                                            | 65.015.000                | 390.025.000                              | Từ chối               |
| 12  | 3 tháng 10, 2019 | Phạm Trần Thanh Duy                           | Đặng Thị Mỹ Dung (Midu)                  | 37.530.000                | 4 (20.000.000)                                            | 57.530.000                | 892.548.000                              | Đồng ý                |

#### Kỷ lục
- Số tiền tạm ứng cao nhất ở vòng 2: 127.500.000 đồng (tập 11)
- Số tiền tạm ứng cao nhất ở vòng 3: 1.000.001.000 đồng (tập 3)
- Số tiền thu hồi thấp nhất ở vòng 2: 2.000 đồng (tập 8, tập 10)
- Số tiền thu hồi thấp nhất ở vòng 3: 26.000 đồng (tập 6)

### Mùa 2
| Tập | Ngày phát sóng    | Người chơi                       | Người chơi                               | Giá trị thỏa thuận (đồng) | Giá trị thỏa thuận (đồng)                                 | Giá trị thỏa thuận (đồng) | Số tiền cuối cùng trong tài khoản (đồng) | Quyết định thỏa thuận |
| Tập | Ngày phát sóng    | Người thả bóng (tại trường quay) | Người trả lời câu hỏi (tại "phòng băng") | Số tiền từ vòng 1         | Số câu hỏi trả lời đúng ở vòng 2 và 3 (số tiền nhận được) | Tổng giá trị thoả thuận   | Số tiền cuối cùng trong tài khoản (đồng) | Quyết định thỏa thuận |
| --- | ----------------- | -------------------------------- | ---------------------------------------- | ------------------------- | --------------------------------------------------------- | ------------------------- | ---------------------------------------- | --------------------- |
| 1   | 20 tháng 8, 2020  | Phan Lê Vy Thanh (Cris Phan)     | Nguyễn Hữu Duy Khánh                     | 45.034.000                | 3 (60.000.000)                                            | 105.034.000               | 682.534.000                              | Đồng ý                |
| 2   | 27 tháng 8, 2020  | Hồ Việt Trung                    | Nguyễn Quang Hiếu (Hồ Quang Hiếu)        | 37.522.000                | 2 (40.000.000)                                            | 77.522.000                | 0                                        | Từ chối               |
| 3   | 3 tháng 9, 2020   | Nguyễn Kiều Cẩm Thơ (Puka)       | Lê Kim Khánh (Lê Khánh)                  | 25.053.000                | 3 (60.000.000)                                            | 85.053.000                | 217.490.000                              | Đồng ý                |
| 4   | 10 tháng 9, 2020  | Trần Khả Như                     | Trần Phan Quốc Bảo (BB Trần)             | 60.019.000                | 2 (40.000.000)                                            | 100.019.000               | 0                                        | Từ chối               |
| 5   | 17 tháng 9, 2020  | Hoàng Thị Thùy (Hoàng Thùy)      | Bùi Phương Nga                           | 52.522.000                | 3 (60.000.000)                                            | 112.522.000               | 390.032.000                              | Đồng ý                |
| 6   | 24 tháng 9, 2020  | Vũ Ngọc Hà (Vũ Hà)               | Huỳnh Minh Hưng (Đàm Vĩnh Hưng)          | 60.008.000                | 4 (80.000.000)                                            | 140.008.000               | 274.994.000                              | Từ chối               |
| 7   | 1 tháng 10, 2020  | Văn Mai Hương                    | Đồng Ánh Quỳnh                           | 47.503.000                | 3 (60.000.000)                                            | 107.503.000               | 50.010.000                               | Từ chối               |
| 8   | 8 tháng 10, 2020  | Hoàng Kim Long (Lou Hoàng)       | Nguyễn Phúc Thạch (Only C)               | 30.020.000                | 4 (80.000.000)                                            | 110.020.000               | 237.503.000                              | Đồng ý                |
| 9   | 15 tháng 10, 2020 | Nguyễn Bảo Trinh (Băng Di)       | Nguyễn Thùy Trang (Trang Pháp)           | 62.500.000                | 2 (40.000.000)                                            | 102.500.000               | 0                                        | Đồng ý                |
| 10  | 22 tháng 10, 2020 | Nguyễn Tường San                 | Nguyễn Hà Kiều Loan (Lona Kiều Loan)     | 75.015.000                | 2 (40.000.000)                                            | 115.015.000               | 0                                        | Đồng ý                |
| 11  | 29 tháng 10, 2020 | Nguyễn Thúc Thùy Tiên            | Lương Thùy Linh                          | 20.033.000                | 5 (100.000.000)                                           | 120.033.000               | 547.531.000                              | Đồng ý                |
| 12  | 5 tháng 11, 2020  | Trần Ngọc Thu Trang              | Nguyễn Tiến Luật                         | 37.508.000                | 1 (20.000.000)                                            | 57.508.000                | 282.503.000                              | Từ chối               |
| 13  | 12 tháng 11, 2020 | Nguyễn Ngọc Lan                  | Trương Thanh Long                        | 35.031.000                | 3 (60.000.000)                                            | 95.031.000                | 62.529.000                               | Từ chối               |
| 14  | 19 tháng 11, 2020 | Nguyễn Trần Khánh Vân            | Đặng Thị Lệ Hằng                         | 32.547.000                | 4 (80.000.000)                                            | 112.547.000               | 70.076.000                               | Đồng ý                |
| 15  | 26 tháng 11, 2020 | Lê Minh Khang                    | Bùi Thúy Hạnh                            | 32.507.000                | 2 (40.000.000)                                            | 72.507.000                | 450.002.000                              | Từ chối               |
| 16  | 3 tháng 12, 2020  | Nguyễn Cao Kỳ Duyên              | Phạm Đình Minh Triệu                     | 45.050.000                | 3 (60.000.000)                                            | 105.050.000               | 0                                        | Đồng ý                |
| 17  | 10 tháng 12, 2020 | Trần Thị Nam Thư                 | Trần Phan Huy Khánh                      | 67.518.000                | 4 (80.000.000)                                            | 147.518.000               | 0                                        | Đồng ý                |
| 18  | 17 tháng 12, 2020 | Đỗ Xuân Nghị                     | Dương Thanh Vàng                         | 40.011.000                | 4 (80.000.000)                                            | 120.011.000               | 645.030.000                              | Đồng ý                |
| 19  | 24 tháng 12, 2020 | Võ Hoàng Yến                     | Nguyễn Cao Sơn Thạch (S.T Sơn Thạch)     | 32.537.000                | 2 (40.000.000)                                            | 72.537.000                | 174.995.000                              | Từ chối               |
| 20  | 31 tháng 12, 2020 | Phạm Quỳnh Anh                   | Trịnh Thăng Bình                         | 42.494.000                | 3 (60.000.000)                                            | 102.494.000               | 0                                        | Từ chối               |

#### Kỷ lục
- Số tiền tạm ứng cao nhất ở vòng 2: 150.000.000 đồng (tập 1)
- Số tiền tạm ứng cao nhất ở vòng 3: 1.100.000.000 đồng (tập 2)
- Số tiền thu hồi thấp nhất ở vòng 2: 2.000 đồng (tập 8)
- Số tiền thu hồi thấp nhất ở vòng 3: 8.000 đồng (tập 15)

## Tiếp nhận
Tại thời điểm ra mắt chương trình, MC Trường Giang cho biết, Tường lửa không đơn thuần là một chương trình giải trí mà còn mang ý nghĩa cao đẹp hơn. Nó góp phần giúp đỡ các mảnh đời khó khăn, tạo điều kiện cho các hoạt động thiện nguyện, hoạt động vì cộng đồng phát triển. Phần tiền thưởng trong chương trình sẽ được người chơi trích một phần hoặc toàn bộ cho các hoạt động thiện nguyện, giúp đỡ những người khó khăn. Đạo diễn Lại Bắc Hải Đăng cũng chia sẻ, chương trình không chỉ đáp ứng tính giải trí, thỏa mãn phần nghe nhìn mà còn chạm đến trái tim khán giả. Đây là điểm mấu chốt quyết định chương trình được phát sóng trong khung giờ vàng giải trí trên sóng VTV3.
Tuy nhiên, ngoài tính nhân văn và giải trí, chương trình bị đánh giá chưa đầu tư kỹ lưỡng về sân khấu. So với các phiên bản nước ngoài thì Tường lửa vẫn còn thiếu sót rất nhiều thứ. Các ô tiền thưởng không được làm sáng đèn, hoặc phải mất vài giây sau khi bóng rơi vào mới sáng; khiến người xem rất khó nhìn và không tạo hiệu ứng tốt. Bên cạnh đó, các tấm tròn trong suốt cản bóng rơi ra bị ánh sáng phản ngược lại trở nên mất thẩm mĩ...

## Sự cố và tranh cãi
Trong tập 4 của mùa 1 phát sóng ngày 8 tháng 8 năm 2019, Cát Tường bị khán giả chỉ trích vì liên tục có những hành động, lời nói thể hiện sự phấn khích thái quá, thậm chí còn cởi giày và nằm bò trên sân khấu. Sau khi chương trình lên sóng, nhiều khán giả đã để lại bình luận trên kênh YouTube chính thức của chương trình. Không ít khán giả thể hiện sự thất vọng vì bản năng và sự thái quá của cô khi tham gia chương trình, nhưng cũng có một số khán giả lên tiếng bênh vực cô vì cho rằng cô muốn mang đến không khí thoải mái, vui vẻ trên sân khấu nên mới thể hiện mình một cách tự nhiên như vậy.
Trong vòng 1 của tập 6, mùa 1 phát sóng ngày 22 tháng 8 năm 2019, một sự cố đã xảy ra khi một trong ba quả bóng không rơi vào ô tiền thưởng mà nằm ở rãnh giữa 2 ô 5.000 đồng và 5.000.000 đồng. Cả hai người chơi (Liên Bỉnh Phát và Jun Phạm) đã phải dùng áp lực (bằng cách nhảy liên tục xung quanh bóng) để làm bóng rơi (không chạm vào tường) và kết quả là bóng rơi vào ô 5.000 đồng.

## Xuất hiện trong các sản phẩm khác
- Trong mùa 1 với ví điện tử MoMo là nhà tài trợ, bên cạnh chương trình phát sóng trên truyền hình, khán giả cũng có thể tham gia chơi Tường lửa trực tuyến trên icon cùng tên của ứng dụng MoMo và có cơ hội giành được giải thưởng có giá trị.[45]